# Ferrigno Glacier
Ferrigno Glacier är en glaciär i Antarktis. Den ligger i Östantarktis. Nya Zeeland gör anspråk på området. Ferrigno Glacier ligger 2 426 meter över havet.
Terrängen runt Ferrigno Glacier är kuperad norrut, men söderut är den bergig. Terrängen runt Ferrigno Glacier sluttar västerut.  Trakten är obefolkad. Det finns inga samhällen i närheten. 